# Steirodon parastahli
Steirodon parastahli är en insektsart som beskrevs av Piza Jr. 1979. Steirodon parastahli ingår i släktet Steirodon och familjen vårtbitare. Inga underarter finns listade i Catalogue of Life.